# MINOS
MINOS (ang. Main Injector Neutrino Oscillation Search) – eksperyment naukowy z dziedziny fizyki cząstek elementarnych prowadzony w USA jednocześnie w Fermilabie i w kopalni w Minnesocie.
Eksperyment badający zjawisko oscylacji neutrin akceleratorowych. MINOS należy do tzw. eksperymentów z długą bazą. Akcelerator w Fermilabie wytwarza neutrina, zderzając rozpędzone protony ze stałą tarczą i pozwalając rozpaść się wytworzonym w zderzeniach cząstkom wtórnym. Za odpowiednio grubą osłoną, zatrzymującą wszystkie cząstki oprócz neutrin, znajduje się bliski detektor. O 735 km dalej, w nieczynnej podziemnej kopalni, znajduje się daleki detektor. Wytworzona w zderzeniu protonów z tarczą wiązka neutrin trafia najpierw do bliskiego detektora, a następnie do dalekiego. Na podstawie różnicy zarejestrowanych neutrin w obu detektorach naukowcy badają zjawisko oscylacji tych cząstek.
Pierwsze dane MINOS zaczął zbierać w marcu 2005, a pierwsze wyniki opublikowano w marcu 2006. Potwierdzają one całkowicie hipotezę oscylacji neutrin na drodze między detektorami. Występowanie zjawiska oscylacji neutrin jest dowodem na niezerową masę neutrin.